# Hispano-Suiza Type 25
Der Hispano-Suiza Type 25 ist ein Pkw-Modell. Die Société Française Hispano-Suiza stellte die Fahrzeuge im französischen Bois-Colombes her.

## Beschreibung
Das Fahrzeug wurde ab März 1914 hergestellt. Es war eine Variante des Hispano-Suiza 15–45 HP mit einem größeren Motor. Das einzige äußerliche Unterscheidungsmerkmal könnte ein anderer Kühlergrill sein.
Der wassergekühlte Vierzylindermotor hatte 85 mm Bohrung, 180 mm Hub und 4086 cm³ Hubraum. Er leistete 63 PS.
Der vorn im Fahrgestell eingebaute Motor trieb über eine Kardanwelle die Hinterachse an.
Das Fahrgestell war sowohl mit 266 cm Radstand als auch mit 300 cm Radstand erhältlich.

## Produktionszahlen
Eine Quelle meint, dass 1915 die letzten Fahrzeuge in Frankreich gefertigt wurden. Allerdings schloss die Fabrik am 2. August 1914 wegen des Ersten Weltkriegs. Es gibt auch keinen Hinweis darauf, dass das spanische Hauptwerk La Hispano-Suiza die Produktion fortgesetzt hätte, so wie es beim Hispano-Suiza Tipo 26 der Fall war.
Insgesamt entstanden 36 Fahrzeuge. Eines davon ist erhalten geblieben. 2001 war es im Besitz von Jim Sandy in Australien. Es hat einen Aufbau als Roadster.